# Тарновские (малороссийское дворянство)
Тарновские ( Терновские, укр. Тарновські) —  древний украинский дворянский род.
В гербовник внесены две фамилии Тарновские и фамилия Терновских:
1. Тарновские, потомство Спицимира, вышедшего из-за Рейна (1280) (Герб. Часть VI. № 136)[1][2].
2. Тарновские, потомства Станислава Тарновского, ротмистра польской службы жалованного на недвижимое имение (1569) (Герб. Часть XII. № 133)[3].
3. Терновские, жалованные поместьем (1672) (Герб. Часть VI. № 114)[4][5].

В конце XIX века род был внесён в VI часть дворянской родословной книги Киевской, Полтавской и Черниговской губерний.

## Происхождение и история рода
Предок рода, Станислав Тарновский, имел чин ротмистра польской службы и жалован от короля польского Сигизмунда-Августа привилегию на недвижимое имущество (1569). Потомок его, Казимир, скарбник новгородского воеводства подписал грамоту на избрание на престол короля Станислава I Лещинского (1733). Сын его Михаил от короля польского Станислава-Августа пожалован чином бельского мечника (1781), сыновья: Феликс имел чин хорунжего, а Афанасий наместник народовой кавалерии. Их потомки перешли на российскую службу и получили подданство. Тарновский, капитан Волынского пехотного полка, убит в сражении при Смоленске (04-07 августа 1812), его имя занесено на стену храма Христа Спасителя в г. Москва.
Согласно официальной версии, распространённой ещё в XIX веке, казацкий род Тарновских являлся ответвлением одноимённого польского графского рода. Это же утверждали и представители рода, доказывая в конце XIX века своё дворянское достоинство, но предоставить необходимых документов не смогли.
По мнению историка А. М. Лазаревского малороссийский род происходил от войскового товарища Прилуцкого полка Ивана Ляшка-Тарновского, получившего (1685) универсал на владение землями. Правнук его Яков Степанович Тарновский, был генеральным бунчужным (с 1762).
Родословная роспись Тарновских, составленная В. Л. Модзалевским, дополненная (1939) Михаилом Васильевичем Тарновским, и включённая в V том Малороссийского родословника, включала в себя 79 представителей рода проживавших в Малороссии (Гетманщине) с середины XVII века.

## Описание гербов

#### Герб рода. Часть VI. № 136.
Щит разделен перпендикулярно надвое, в правой половине, в голубом поле, изображены серебряный крест и золотая луна, обращенная рогами к нижнему левому боку креста. В левой половине, в красном поле, золотая шестиугольная звезда и под оною золотая же луна рогами вверх. Щит увенчан дворянскими шлемом и короной. Нашлемник: пять страусовых перьев, на середине коих видны золотая луна с звездою. Намёт на щите голубой и красный, подложенный золотом.
Герб рода Тарновских был внесен в VI часть «Общего гербовника дворянских родов Всероссийской империи» (стр. 136).

#### Герб рода. Часть XII. № 133.
Герб Станислава Тарновских: в красном щите серебряный турецкий тарч. Щит увенчан дворянским коронованным шлемом. Нашлемник - пять павлиньих перьев. Намёт: красный с серебром.

#### Герб рода. Часть VI. № 114.
В щите, разделенном диагонально к правому нижнему углу черной полосой, в золотом поле положены ветвь натурального цвета, а внизу полосы, в красном поле, изображена дворянская корона. Щит увенчан дворянским шлемом и короною со страусовыми перьями. Намёт на щите золотой, подложен зеленым.
Некоторые представители рода использовали иногда другой герб:

#### Герб потомства Ивана Ляшка-Тарновского
Щит: в голубом поле золотая звезда, сопровождаемая снизу полумесяцем. Нашлемник: пять страусовых перьев (измен. Лелива).